# Christiane Koschier-Bitante
Christiane Koschier-Bitante (* 19. September 1974 in Innsbruck als Christiane Koschier) ist eine ehemalige österreichische Radrennfahrerin und Staatsmeisterin im Straßenrennen (1993).

## Werdegang
1991 wurde Christiane Koschier-Bitante gemeinsam mit ihrer Schwester Andrea Purner-Koschier österreichische Meisterin im Paarzeitfahren.
1993 wurde sie nationale Meisterin im Straßenrennen und 1994 belegte sie Platz drei.
Im Oktober 2014 wurde Christiane Koschier während einer Trainingsfahrt in Colloredo (Italien) von einem Jäger angeschossen.
Im Krankenhaus mussten ihr Schrotkugeln entfernt werden, doch konnte sie die Klinik bald wieder verlassen.